# 아이를 위한 아이
《아이를 위한 아이》는 2022년에 개봉한 대한민국의 영화이다.

## 캐스팅
- 현우석 : 도윤 역
- 박상훈 : 재민 역
- 정웅인 : 승원 역
- 길해연 : 원장 역
- 김자영 : 이모 역
- 김수겸 : 창림 역
- 정순원 : 배달사장 역
- 차유미 : 배달고객 아줌마 역
- 나석민 : 배달고객 아저씨 역
- 김준석 : 도윤 담임 역
- 최지연 : 호주 상담원 역
- 다니엘 조이 알브라이트 : 원어민 강사 역
- 한송희 : 재민 담임 역
- 오치운 : 변호사 역
- 김현정 : 보험 상담원 역
- 김휘규 : 파출소 경찰 역
- 김세형 : 파출소 경찰 역
- 양지일 : 진우 역 (특별출연)
- 금광산 : 이모부 역 (특별출연)
- 한철우 : 보육원 당직 역 (특별출연)